# عداوة

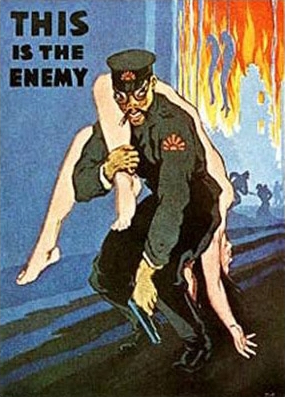

العدوّ مصطلح نسبي يستخدم لوصف كينونة تمثل خطرا أو تتصف بافكار مضادة فكلمة العدو تمثل نموذجاً خاصاً «للآخر» فكل عدو هو «آخر» لكن ليس كل «آخر» هو عدو. مفهوم «العدو» يمثل خطوة في تعريف الهوية فصورة العدو توفر ملامح الخصم أو العدو العسكري من منظور أشخاص أو الدعاية العسكرية ومفهوم العدو يوضح جوهر الصراع بين الجماعة/ الفرد والآخرين الأعداء، أي يتجاوز تحديد من هو العدو وماهيته وطبيعته إلى تحديد سبب كونه عدواً.
يعتبر مفهوم العدو حاجة قديمة ومتشعبة التعبير، لكن ما يجمعها هو سلبيتها فالعدو ينشا فقط لدى الاعتقاد بوجود اختلافات جوهرية «بيننا» و«بينهم» مع ربط هذه الاختلافات بتمييز مواز بين الخير (نحن) والشر (هم)، وهو ما يؤدي عادة إلى نزع الطابع الإنساني عن الآخر العدو، وبالتالي سيادة النمط العدائي العنيف في التعامل مع الآخر في هذه الحالة.

## مصدر
- تعاريف مصطلحات قانونية